# Quebrada de Aguas Blancas
Quebrada de Aguas Blancas är ett periodiskt vattendrag i Chile.   Det ligger i regionen Región de Antofagasta, i den norra delen av landet, 1 200 km norr om huvudstaden Santiago de Chile.
Omgivningen kring Quebrada de Aguas Blancas är ofruktbar med liten eller ingen växtlighet och området är nästan obefolkat, med mindre än två invånare per kvadratkilometer.